# Totalmente Demais (canción)
«Totalmente Demais» es una canción regrabada por la cantante pop brasileña Anitta con la participación del rapero Flávio Renegado como tema de apertura de la telenovela brasileña Totalmente Demais de la Rede Globo. La música que tiene otra versión con la participación de Duduzinho que está presente en el formato digital como banda prima de su tercer álbum de estudio Bang! (2015).

## Composición
"Totalmente demasiado" es una canción de la banda brasileña de pop rock Hanói-Hanoi, presente en su primer álbum de estudio, también titulado como Totalmente Demais. , Que fue compuesta por Arnaldo Brandão, vocalista de la banda, junto con los compositores Tavinho Paes y Roberio Rafael y lanzado como single de estreno de Hanói-Hanoi. En el reencuentro de 30 años de la banda durante el festival Rio Sul Rock, la banda fue tocada nuevamente después de 20 años sin ejecutarla juntos.

## Posicionamiento en listas
| Brasil   | Brasil Hot 100 Airplay | 10 |
| Portugal | Portugal Hot 100       | 73 |

## Créditos
- Anitta - vocalista, coros y arreglos vocales
- Umberto Tavares - producción, instrumentos, programación, edición de voz, ingeniero de sonido, coros
- Batutinha - mezcla
- Daniel "Orelha" Oliveira- ingeniería